# Pınarhisar (district)
Pınarhisar is een Turks district in de provincie Kırklareli en telt 20.338 inwoners (2007). Het district heeft een oppervlakte van 576,1 km².
De bevolkingsontwikkeling van het district is weergegeven in onderstaande tabel.
| 1997   | 2000   | 2007   |
| ------ | ------ | ------ |
| 22.061 | 22.729 | 20.338 |